# Ghiacciaio Aiken
Il ghiacciaio Aiken è un piccolo ghiacciaio alpino situato nella zona orientale dei colli Kukri, nella regione centro-occidentale della Dipendenza di Ross, in Antartide. Il ghiacciaio, il cui punto più alto si trova a circa 500 m s.l.m., fluisce in direzione nord tra il ghiacciaio Von Guerard e il ghiacciaio Wales verso la valle di Taylor senza però giungere sul fondo della valle.

## Storia
Il ghiacciaio Aiken è stato così chiamato nel 1997 dal Comitato consultivo dei nomi antartici (in inglese Advisory Committee on Antarctic Names), in associazione con l'Aiken Creek, un corso d'acqua lungo circa 6 km che, partendo dal ghiacciaio, arriva fino alla sopracitata valle di Taylor. L'Aiken Creek prese a sua volta il nome da George R. Aiken, idrologo e geochimico dello United States Geological Survey, che, tra il 1987 e il 1991, effettuò diversi studi nella zona del bacino del lago Fryxell.